# Крунослав
Крунослав и његова контракција Круно је хрватско мушко име. Познати људи са овим именом су:
- Крунослав Драгановић (1903–1983), свештеник босански Хрват и усташки функционер
- Крунослав Симон (1985), кошаркаш
- Крунослав Слабинац (1944–2020), поп певач